# Cármen Lúcia Antunes Rocha
Cármen Lúcia Antunes Rocha (Montes Claros, Minas Gerais, 19 de abril de 1954) es una jurista brasileña. 

## Biografía
Nació en Montes Claros, pero se cría en Espinosa, Cármen Lúcia se formó en Derecho en la Pontifícia Universidade Católica de Minas Gerais en 1977, de la que se convertiría en profesora. Obtuvo la maestría en Derecho Constitucional por la Universidad Federal de Minas Gerais, y el doctorado en Derecho del Estado, por la Universidad de São Paulo en 1983.
Fue Procuradora del Estado de Minas Gerais, ocupando el cargo de procuradora general del Estado, en el gobierno de Itamar Franco. También fue directora de la revista del Instituto de Abogados Brasileños. 
Fue la segunda mujer nominada al cargo de ministra del Supremo Tribunal Federal, debido a la jubilación del ministro Nelson Jobim, el 26 de mayo de 2006, habiendo jurado el 21 de junio de 2006.

## TSE
Actuando como ministra sustituta del Tribunal Superior Electoral, juró su cargo como ministra titular el 19 de noviembre de 2009, teniendo en vista la renuncia del ministro Joaquim Barbosa.

## Su votación de la ley de Amnistía
En el Pleno realizado entre el 28 y 29 de abril de 2010, votó contra la acción de la Ordem dos Advogados do Brasil que pedía la revisión de la Ley de Amnistía concordando con el voto del relator Ministro Eros Grau acreditando que tal revisión promovería el fenómeno de la inseguridad jurídica.

## Libros
- O serviço público de saúde no direito brasileiro. Número 7 de Série Desenvolvimento de serviços de saúde. Editor Organização Panamericana de Saúde, Oficina Regional Brasília, 85 pp. 1988
- O Princípio Constitucional da Igualdade. Editora Lê. 124 pp. 1990
- Constituição e Constitucionalidade. Editora Lê. 232 pp. 1991
- Princípios Constitucionais da Administração Pública. Editora Del Rey. 308 pp. 1994
- Perspectivas do direito público: estudos em homenagem a Miguel Seabra Fagundes. Autores miguel Seabra Fagundes, cármen lúcia Antunes Rocha, adhemar Ferreira Maciel. Livraria Del Rey Editora, 503 pp. 1995
- Estudo sobre Concessão e Permissão do Serviço Público no Brasil. Editora Saraiva. 232 pp. ISBN 8502019686 1996
- Direito eleitoral. Con carlos mário da Silva Velloso. Editor Del Rey, 392 pp. 1996
- República e Federação no Brasil. Editora Del Rey. 326 pp. 1997
- Princípios constitucionais dos servidores públicos. Editora Saraiva. 615 pp. ISBN 850202888X 2000
- Debate sobre a Consti[t]uição de 1988. Autores demian Fiocca, eros roberto Grau, cármen lúcia Antunes Rocha. Editor Paz e Terra, 168 pp. ISBN 8521903901 2001
- Estudos sobre mediação e arbitragem. Con adolfo Braga Neto, amélia Soares da Rocha, dayse Braga Martins, gustavo henrique de Aguiar Pinheiro, jose luis Bolzan Morais, et al.. Editor ABC, 229 pp. ISBN 8575361236 2003
- Quinze anos da promulgação da Constituição Federal de 1988: palestras. Con paulo Bonavides, josé Afonso da Silva. Editor Ordem dos Advogados do Brasil, Conselho Federal, 60 pp. 2003
- Direito de/para Todos. Editora Fórum 2004
- Constituição e segurança jurídica: direito adquirido, ato jurídico perfeito e coisa julgada: estudos em homenagem a José Paulo Sepúlveda Pertence. Colaborador josé paulo Sepúlveda Pertence. Editora Fórum, 299 pp. ISBN 8589148351 2004